# 阿库西拉乌斯 (阿哥斯)
阿库西拉乌斯 (阿哥斯)（英語：Acusilaus），约活动于公元前500年前后。他的事迹较为简略，其名为《谱系》的三部书中所讲述的均为史诗英雄。传世的作品也仅有残篇。其事迹于其他古希腊学者的著作中有所提及。